# دستگاه خودکار
دستگاه خودکار، ماشینی است که احتیاج به مراقبت کارگر ندارد و خود کار خود را انجام می‌دهد.
معمولا آنچه را که خودش کار می‌کند و احتیاج به مراقبت ندارد، خودکار گویند.

## منبع
- فرهنگ فارسی دهخدا